# Olivier Auroy
Olivier Auroy (Orléans, 25 aprile 1969) è un imprenditore e scrittore francese, lavora da oltre vent’anni nel campo della comunicazione, ha iniziato la
carriera di scrittore nel 2011 con lo pseudonimo di Gabriel Malika.

## Biografia
Olivier Auroy si è diplomato presso lo IEP di Parigi (Sciences Po) nel 1991 specializzandosi poi in marketing e pubblicità alla Sorbona (CELSA).
Dopo aver lavorato presso Renault Italia nel ruolo di capo prodotto, collabora con diverse agenzie di naming, branding e design, prima di essere nominato direttore generale di Landor Dubai nel 2006 e poi di FITCH Medio Oriente (WPP) nel 2009. Qui crea il marchio BQ, degli occhiali da sole ispirati al burqa.
Nel 2014, dopo aver trascorso quasi 10 anni in Medio Oriente, è reclutato dall’agenzia francese CBA in qualità di direttore generale corporate.
Fino a 2018 è direttore generale di Kantar Consulting.. Nel 2019, fonda Onomaturge, società specializzata nella creazione di marchi.
I suoi articoli sono regolarmente ripresi dalla stampa francese, in particolare dall’ Huffington Post.

## Carriera letteraria
Durante il soggiorno in Medio Oriente pubblica i suoi primi due romanzi. Adotta lo pseudonimo di Gabriel Malika per mantenere separate l’attività di scrittore da quella di uomo d’affari.
Il primo, Les Meilleures intentions du monde, pubblicato nel 2011, racconta il destino di uomini e donne provenienti da diversi orizzonti durante una crociera al largo delle coste di Dubai. Il romanzo, il primo in lingua francese ad avere come sfondo la città di Dubai “costituisce di per sé un avvenimento letterario”. A dicembre 2017 la traduzione inglese “The best intentions in the world” è uscita in versione digitale.
Il secondo, “Qatarina”, è uscito nel gennaio 2014. La storia si svolge nel 2022  e vede protagonista un professore americano, John Summerbee, che arriva in Quarabie mentre si organizzano i campionati mondiali di hole-ball. Attraverso il velo della finzione letteraria l’autore denuncia l’assegnazione al Qatar dei mondiali di calcio del 2022.
Il terzo romanzo, Au nom d’Alexandre, è pubblicato con il suo vero nome nel 2016 e narra la vita di Alexandre, di professione inventore di nomi. Ispirato all’attività dell’autore nel campo del naming, Olivier Auroy “firma un romanzo affascinante su un uomo di lettere molto singolare”.
Il quarto romanzo, L’amour propre, uscirà ad aprile 2018 per le edizioni Intervalles.

## Altre attività
Dal 2012 al 2014 Olivier Auroy anima dibattiti ed intervista autori quali Jérôme Ferrari, Maxime Chattam, Dominique de Saint-Mars e Katherine Pancol al Festival di letteratura di Dubai.
Sempre a Dubai interviene alla radio Dubai Eye per la trasmissione dedicata ai libri Talking of books. Scrive di letteratura nella rivista Le Mag du Moyen-Orient. Dal 2015 Olivier Auroy partecipa regolarmente alla trasmissione radiofonica La Curiosité est un vilain défaut su RTL.

## Vita privata
Olivier Auroy è sposato e ha due figlie.